# Simon Gábor (politikus, 1972)
Simon Gábor (Miskolc, 1972. február 29. –) magyar ügyvéd, politikus, 1994 óta miskolci önkormányzati képviselő, 2002 és 2014 között országgyűlési képviselő (MSZP).

## Élete
1990-ben érettségizett a Földes Ferenc Gimnázium speciális számítástechnikai tagozatán, majd 1995-ben a Miskolci Egyetem Állam- és Jogtudományi Karán szerzett jogász diplomát. 1998-ban jogi szakvizsgát tett, és ügyvédi irodát nyitott. Főleg polgári, és gazdasági jogi ügyekkel foglalkozott, ügyvédi tevékenységét 2005-től szünetelteti.
Az 1994-es önkormányzati választásokon a Magyar Szocialista Párt színeiben miskolci önkormányzati képviselővé választották, azóta tagja a város közgyűlésének. 1996-ban lépett be az MSZP-be, 1997 és 1999 között a párt miskolci szervezetének elnökségi tagja, 2001-től 2003-ig a városi szervezet alelnöke volt. Közben 1999 és 2000 között az országos választmány, illetve az országos etikai és egyeztető bizottság tagjaként tevékenykedett. 2004-től az országos etikai és egyeztető bizottság elnöke volt.
A 2002-es és a 2006-os országgyűlési választáson Borsod-Abaúj-Zemplén megyei 2. sz., MIskolc központú választókerületben szerzett mandátumot, a 2010-es országgyűlési választáson pedig az MSZP országos listájáról jutott a parlamentbe. Az Országgyűlésben az alkotmány- és igazságügyi bizottság, a honvédelmi bizottság, illetve az alkotmányügyi, igazságügyi és ügyrendi bizottság tagja, 2010 és 2014 között pedig a mentelmi, összeférhetetlenségi, fegyelmi és mandátumvizsgáló bizottság alelnöke volt. A 2014-es országgyűlési választáson nem szerzett mandátumot. Jelenleg az MSZP miskolci szervezetének elnöke, önkormányzati képviselőként a miskolci közgyűlés Jogi és Ügyrendi Bizottságának elnöke, a Velünk a város frakció vezetője és a közgyűlés tanácsnoka.
Angolul és németül beszél. Nős, felesége ügyvéd. Két gyermekük született: Patrícia (1995) és Benedek (2002).